# ستاركفيل (كولورادو)
ستاركفيل (بالإنجليزية: Starkville)‏ هي بلدة تقع في مقاطعة لاس أنيماس، كولورادو بولاية كولورادو في الولايات المتحدة. تبلغ مساحتها 0.3 (كم²)، وترتفع عن سطح البحر 1944 م، بلغ عدد سكانها 59 نسمة في عام 2010 حسب إحصاء مكتب تعداد الولايات المتحدة .

## وصلات خارجية
- The US50 - Cities and Towns in Colorado State
- Colorado Cities and Towns, Facts, Map, Flag, Colleges, Government, and More